# Vitez (naslov)
Vitez je bilo ime za vojnika koji je slijedio plemića ili ime za plemića koji je slijedio kralja u vojni pohod (rat). U srednjem vijeku, vitezovi čine poseban stalež profesionalnih ratnika, plemića koji imaju pravo na nošenje oružja. Jedan od najučenijih klasičnih pisaca srednjeg vijeka John od Salisburyja godine 1159. u djelu Polikrat vrši razdiobu tadašnjeg društva u kojoj su vitezovi nazvani staležom bellatores (paralelno egzistiraju sa staležima oratores i laboratores).
Stalež vitezova (bellatores) postepeno razvija vlastitu kulturu. Obred inicijacije u stalež vitezova započeo je 1086. godine kada je Vilim Osvajač u Whitsuntideu imenovao svog sina vitezom. Taj čin bio je početak stvaranja određenih običaja vezanih za obred inicijalizacije u stalež vitezova. Do 13. stoljeća obred je obuhvatio i uključivao čišćenje, ispovijed i pričest. 
Vitezovi su razradili vlastiti skup pravila ponašanja, tzv. kodeks časti (codes of honour) koja se odnosila na vjernost i čestitost, spoj snage i odvažnosti, hrabrosti i vještine. Taj viteški kodeks je aristokratski, nadilazio je geografske i dinastijske prepreke, uključivao je vjerski element, hranio se ljubavnim pustolovinama i maštom, tako da će se s vremenom početi smatrati da se njegove "četiri petine sastoje od iluzija", ali je on nepogrešivo pripadao, kao i viteški turnir, duhu tog vremena.
John od Salisburyja o funkciji viteštva govori: "Da štiti Crkvu, da se bori protiv izdaje, da poštuje svećenički stalež (oratores), da otklanja nepravdu od siromašnih, da zavodi mir u vašem kraju, da prolije krv za svoju braću i da, ako doista ustreba, položi i svoj život.".
Tijekom drugog svjetskog rata, u Nezavisnoj Državi Hrvatskoj, naslov viteza dodjeljivan je onima koji su bili odlikovani jednim od 11 najviših odlikovanja NDH. Te osobe mogle su dodati naslov svom imenu, kao npr. Slavko vitez Kvaternik.
Danas se u Ujedinjenom Kraljevstvu titula viteza (engleski: knight) dodjeljuje izuzetnim osobama kao priznanje za službu ili za životno djelo. Muškarci koji prime viteštvo (knighthood) oslovljavaju se sa sir, dok žene dobivaju počasni naziv dame (navode se ispred imena).
U Hrvatskoj se ovaj izraz koristi kao neformalna počasna oznaka za hrvatske branitelje u Domovinskom ratu.  
Korijen riječi vitez povezan je sa starom engleskom riječju „cniht“ koja znači paž ili samo dječak. Njemačka verzija je „knecht“ ili sluga. Međutim, ideja viteštva najvjerojatnije je usko vezana s rimskim titulama.  
Vitez je naziv koji karakterizira ratnika ili plemića prošlog vremena, a danas se koristi u svrhu kraljevske titule. Korijen riječi vitez povezan je sa starom engleskom riječju „cniht“ koja znači paž ili samo dječak. Njemačka verzija je „knecht“ ili sluga. Međutim, ideja viteštva najvjerojatnije je usko vezana s rimskim titulama.  
Tijekom srednjeg vijeka termin „vitez“ koristio se za oklopnog vojnika na konju. Isprva su vitezovi bili na konjima, ali uskoro će ta titula biti povezana s plemstvom i socijalnim statusom, vjerojatno zato što je bilo skupo imati mjesto u konjici. Viteštvo je poslije postalo formalna titula plemića koji su ratovali.
Općenito se vitezom postajalo kada bi potencijalnog kandidata kralj proglasio vitezom. Krajem 13. stoljeća vitez je trebao biti uzornog ponašanja, imao je određen način oblačenja te je uskoro počeo razvoj standardiziranih viteških „uniformi“. Vitezovi su mogli nositi bijeli pojas i zlatne detalje kao znak svoga statusa. Vitezovi su također morali prisegnuti vladaru te su trebali pratiti određeni broj pravila simboličnog imena „viteške vrline“. Prvi vitezovi imali su neke od tih vrlina, a kada je Crkva proglasila vitezove krvoločnima, oni su se pobunili te su počeli naglašavati kako je važno da vitez poštuje viteške vrline. Poslije je viteštvo postalo usko vezano za Crkvu.
- Vještine:
- Milost (Prema siromašnima i potlačenima. Bili su nemilosrdni prema zločincima.)
- Poniznost
- Čast
- Požrtvovnost
- Strah od Boga
- Vjernost
- Hrabrost
- Gracioznost i ljubaznost prema damama.

Kako je prolazilo vrijeme, vještine su postajale sve više idealizirane. Promjene u vojnoj strategiji, kao što su uspješna upotreba luka i strijele protiv francuske konjice u bitkama kod Crecya i Agincourta, smanjile su važnost konjice. Međutim, pravi kraj viteštva dogodio se kada su prvi put korišteni topovi i barut. U vremenu mira, tijekom srednjeg vijeka i kraja 16. stoljeća, uloga viteštva promovirana je kroz odlično organizirana prvenstva koja su podsjećala na bitke u kojima je tipični vitez nekada sudjelovao. Prvenstva su u početku bila vrlo slična ratu; bilo je puno sudionika koji su se borili u kaotičnom lažnom ratu, a poslije su izrasla u popularna sučeljavanja „jedan na jedan“ kakva svi poznajemo.

## Vanjske poveznice
- Problematika viteštva  Arhivirana inačica izvorne stranice od 26. lipnja 2008. (Wayback Machine) Filozofski fakultet u Rijeci
- Razlika između viteštva i modernih vitezova  Arhivirana inačica izvorne stranice od 26. veljače 2009. (Wayback Machine)
- Međunarodna komisija za viteške redove i viteštvo